# Arcesilao (Telegonia)
Arcesilao è una figura della mitologia greca, figlio di Ulisse e di Penelope. Secondo il mito contenuto nella Telegonia, fu concepito dopo il ritorno di suo padre a Itaca.

## Il mito
Dopo la fine della guerra di Troia, Odisseo peregrinò per una decina d'anni prima di tornare a casa. In seguito ripartì per nuovi viaggi, in Tesprozia e in altre regioni dell'Epiro (a causa della condanna all'esilio per la strage dei Proci). Secondo un'altra versione scontò invece la pena in Etolia. Durante i dieci anni d'esilio, sedusse varie donne e da loro ebbe tre figli: Polipete in Tesprozia, Leontofrone a Dodona, in Epiro, e Leontofono in Etolia. Arcesilao nacque dopo il ritorno di suo padre a Itaca da uno di questi viaggi, successivi ai poemi omerici. Altri riferiscono che il piccolo sia nato appena dopo la fine dell'Odissea.
Oltre ai vari fratellastri, Arcesilao aveva due fratelli, Telemaco e Poliporte.
Secondo Eustazio di Tessalonica, nel suo commento ai miti omerici , Argesilao era figlio di Penelope e quindi fratello di Telemaco. Altri studiosi ritengono che la sua citazione nella Telegonia ad opera di Eugammone, sia dovuta al desiderio di quest'ultimo di collegare la dinastia della casa reale di Cirene con il suo eroe Ulisse, dandogli lo stesso nome di Arcesilao II di Cirene, regnante quando Eugammone probabilmente era poeta alla sua corte. Conseguentemente Argesilao fu indicato come il mitico capostipite della dinastia dei Battiadi fondatori di Cirene.

### Fonti
- Andrea Debiasi, L'epica perduta: Eumelo, il Ciclo, l'occidente, Roma, L'Erma di Bretschneider, 2004, ISBN 88-8265-312-9.